# Скейд (клуб)
«Скейд» (норв. «Skeid Fotball») — норвезький футбольний клуб з Осло. Заснований 1915 року.

## Виступи в єврокубках
| Сезон   | Турнір                       | Раунд |           | Клуб          | Рахунок  |
| ------- | ---------------------------- | ----- | --------- | ------------- | -------- |
| 1964—65 | Кубок володарів кубків       | 1R    | Фінляндія | Хака          | 1-0, 0-2 |
| 1966—67 | Кубок володарів кубків       | 1R    | Іспанія   | Реал Сарагоса | 3-2, 1-3 |
| 1967—68 | Кубок європейських чемпіонів | 1R    | Чехія     | Спарта        | 0-1, 1-1 |
| 1968—69 | Кубок ярмарків               | 1R    | Швеція    | АІК           | 1-1, 1-2 |
| 1969—70 | Кубок ярмарків               | 1R    | Німеччина | Мюнхен 1860   | 2-2, 2-1 |
|         |                              | 2R    | Румунія   | Динамо Бакеу  | 0-0, 0-2 |
| 1975—76 | Кубок володарів кубків       | 1R    | Польща    | Сталь Ряшів   | 1-4, 0-4 |
| 1979—80 | Кубок УЄФА                   | 1R    | Англія    | Іпсвіч Таун   | 1-3, 0-7 |

- 1R — перший раунд,
- 2R — другий раунд.

## Досягнення
- Чемпіон Норвегії: 1966
- Володар кубка Норвегії: 1947, 1954, 1955, 1956, 1958, 1963, 1965, 1974